# Sondergericht Kattowitz
Das Sondergericht Kattowitz war von 1939 bis 1945 ein deutsches Sondergericht in Kattowitz.

## Geschichte
Die Verordnung über Sondergerichte im besetzten polnischen Gebiet vom 26. August 1939 des Oberbefehlshabers des Heeres Walther von Brauchitsch regelte die Möglichkeit der Einrichtung von Sondergerichten durch die Oberbefehlshaber der Armeen. Darauf aufbauend erließ General Wilhelm List am 11. September 1939 die Verordnung betr. die Errichtung von Sondergerichten im besetzten polnischen Gebiet für das rückwärtige Armeegebiet für die 14. Armee. Danach sollten Sondergerichte in Kattowitz und Krakau eingerichtet werden. Danach war das Sondergericht Kattowitz räumlich für das ostoberschlesische Industriegebiet zuständig. Das Gericht nahm seine Arbeit am 20. September 1939 auf. Am 1. September 1942 wurde das Sondergericht Bielitz gebildet und der Sprengel des Sondergerichts Kattowitz verkleinerte sich.
Das Gericht hatte zwei Kammern, zeitweise wurde eine dritte Kammer gebildet. Die Statistik für das Jahr 1939 zeigt, dass das Sondergericht Kattowitz zu den drei Sondergerichten im besetzen Polen gehörte, die am meisten Fälle zu bearbeiten hatten.
| Sondergericht | Eingang | Einstellung | Vorläufige Einstellung | Abgabe an andere Behörde | Anklageerhebung | Erledigung auf andere Weise | Rechtskräftige Entscheidung |
| ------------- | ------- | ----------- | ---------------------- | ------------------------ | --------------- | --------------------------- | --------------------------- |
| Bromberg      | 913     | 222         | 103                    | 279                      | 151             | 17                          | 102                         |
| Kattowitz     | 788     | 402         | 3                      | 157                      | 141             | 3                           | 101                         |
| Kielce        | 194     | 8           | 0                      | 20                       | 13              | 0                           | 15                          |
| Petrikau      | 217     | 38          | 3                      | 3                        | 17              | 0                           | 11                          |
| Posen         | 827     | 24          | 0                      | 164                      | 132             | 22                          | 17                          |
| Praschnitz    | 195     | 55          | 0                      | 23                       | 48              | 3                           | 44                          |
| Radom         | 243     | 11          | 0                      | 38                       | 13              | 2                           | 8                           |
| Tschenstochau | 248     | 32          | 1                      | 29                       | 14              | 0                           | 14                          |

Die Urteile des Jahres 1939 fielen wie folgt:
| Sondergericht | Freigesprochen | Verurteilt | Gefängnisstrafe | Zuchthausstrafe | Todesstrafe | Gefängnisstrafe im Durchschnitt | Zuchthausstrafe im Durchschnitt |
| ------------- | -------------- | ---------- | --------------- | --------------- | ----------- | ------------------------------- | ------------------------------- |
| Bromberg      | 15             | 111        | 11              | 22              | 78          | 5,04                            | 12,6                            |
| Kattowitz     | 0              | 129        | 58 7            | 0               | 1           | 0,53                            | 3,27                            |
| Kielce        | 1              | 31         | 31              | 0               | 0           | 0,51                            | 0                               |
| Petrikau      | 3              | 11         | 10              | 1               | 0           | 0,67                            | 2                               |
| Posen         | 4              | 35         | 5               | 13              | 17          | 1,1                             | 8,03                            |
| Praschnitz    | 5              | 52         | 43              | 9               | 0           | 0,91                            | 3,38                            |
| Radom         | 1              | 16         | 16              | 0               | 0           | 0,33                            | 0                               |
| Tschenstochau | 1              | 29         | 23              | 6               | 0           | 1,25                            | 6                               |

Während des Bestehens des Gerichtes wurden 3625 Personen in 2394 Fällen wegen 6069 Straftaten angeklagt. Die Mehrzahl der Angeklagten waren Deutsche (zusammen 1815 (50,07 %) darunter 1373 Volksdeutsche (37,88 %), 385 Reichsdeutsche (10,62 %) und 57 Schlesier (1,57 %)). 1532 Polen (42,26 %) wurden angeklagt und 125 Juden (3,45 %). Verhandelt wurden überwiegend normale Straftaten, überwiegend Eigentumsdelikte (45 %). Dazu kamen Wirtschaftsstraftaten die etwa 25 % der Fälle ausmachten, davon entfielen 54 % auf den Tatbestand der Vernichtung, Beiseiteschaffung oder Zurückhaltung von Rohstoffen oder Produkten. Die restlichen 30 % waren als politische Strafverfahren einzuordnen. Die meisten dieser politischen Fälle betrafen das Abhören feindlicher Sender (17 %), die öffentliche Beschimpfung des Reichs, der Länder oder der Wehrmacht (16 %) und die Nichtablieferung eines Radiogerätes (12 %). In 2139 Fällen endete das Verfahren mit einer Verurteilung (d. h. 89 %), in 165 Fällen mit Freispruch (knapp 7 %) und in 77 Fällen mit Verfahrenseinstellung. 311 Angeklagte wurden zum Tode verurteilt.

## Ende des Sondergerichts und Aufarbeitung
Am 15. September 1944 wurden die „Richtlinien für Maßnahmen bei Justizbehörden in Operations- und Kampfgebieten“ erlassen. Danach sollten die Gerichte bei Zerstörung des Gerichtsgebäudes im gleichen Ort in einem anderen Gebäude weiterarbeiten. Wenn eine Verlegung notwendig war (worüber der Oberlandesgerichtspräsident entschied), so waren Wertsachen und Akten mit zu verlegen. Falls das nicht möglich war, sollten Dienstsiegel, Akten und ähnliches zerstört werden.
Bedingt durch den schnellen Vormarsch der Roten Armee erfolgte die Auflösung des Sondergerichts Kattowitz ungeordnet. Am 20. Januar 1945 wurde die Evakuierung aller Beamten in den Kreisen östlich der Oder angeordnet, soweit diese nicht im Volkssturm Dienst leisteten. Am 25. Januar wurde der Befehl zur Evakuierung der Stadt Kattowitz erlassen und die Stadt am 28. Januar 1945 durch die Rote Armee besetzt. Es gelang lediglich, einen kleinen Teil der oberschlesischen Gerichtsakten zu evakuieren, die Akten des Sondergerichts Kattowitz verblieben vollständig vor Ort. Auch die vorgesehene Vernichtung der Akten erfolgte nur zu einem kleinen Teil. Über 2000 Strafakten blieben erhalten und befinden sich im Staatsarchiv im Kattowitz. Wann genau das Personal des Sondergerichts Kattowitz floh, ist nicht bekannt. Gemäß einem Aktenvermerk verließ die Generalanwaltschaft Kattowitz als letzte Justizbehörde am 24. Januar 1945, die Richter des Sondergerichts waren zu diesem Zeitpunkt offensichtlich schon geflohen. Die Richter aus Kattowitz sammelten sich zunächst in Neisse und zuletzt in Gera. Dort wurde ein Liquidationsstab für die Abwicklung der Kattowitzer Gerichte gebildet.
Von den 40 im Sondergericht Kattowitz tätigen Richtern wurden mindestens 11 (27,5 %) und von den 39 Staatsanwälten mindestens 15 (38,5 %) von der westdeutschen Justiz übernommen. Auch in der Justiz der DDR fanden Richter und Staatsanwälte des Sondergerichts Kattowitz neue Beschäftigung. Der Staatsanwalt Gerhard Pchalek war bis 1950 Generalstaatsanwalt von Thüringen. Er war dann ab 1952 Professor an der Friedrich-Schiller-Universität in Jena. Er wurde am 8. April 1960 vom Bezirksgericht Gera zu einer vierjährigen Zuchthausstrafe wegen Beihilfe zum Mord in 20 Fällen während seiner Zeit in Kattowitz verurteilt. Am 23. Mai 1950 wurde Hans Karl Fähndrich zu 18 Jahren Zuchthaus und am 26. Mai 1950 Georg Stanke zu 20 Jahren Zuchthaus verurteilt. Dies waren die einzigen Beteiligten, die nach dem Krieg strafrechtlich zur Verantwortung gezogen wurden.
In Polen wurden nach dem Krieg die Entscheidungen der deutschen Gerichte für nichtig erklärt. Es wurden Bezirkskommissionen eingerichtet, die die Urteile der deutschen Gerichte überprüfen sollten. Hieraus ergaben sich jedoch keine Strafverfahren gegen Mitglieder des Sondergerichtes Kattowitz.

## Richter
Es waren während der Zeit seines Bestehens 40 Richter am Sondergericht Kattowitz beschäftigt.
- Amtsgerichtsrat Walter Bach
- Amtsgerichtsrat Erwin Borchardt
- Amtsgerichtsrat Richard Buchwald
- Landgerichtsdirektor Karl Burk
- Amtsgerichtsrat Johannes Chaluppa
- Landgerichtsrat Martin Deinhardt
- ASR Bernd Demmler
- Oberamtsgerichtsrat Hans-Karl Fähndrich
- Amtsgerichtsrat Jakob Federspiel
- Landgerichtsrat Josef Franke
- Amtsgerichtsrat Walter Ganitta
- Landgerichtsdirektor Walter Graef
- Amtsgerichtsrat Eberhard Hedicke
- Landgerichtsrat Alfred Herrmann
- Oberamtsgerichtsrat Herbert Kieler
- Amtsgerichtsrat Georg Kirchner
- Landgerichtsdirektor Ludwig Kleiner
- Landgerichtsdirektor Paul Krügers (ursprünglich Kaczmarek)
- Landgerichtsrat Wolfgang Lemcke
- Landgerichtsdirektor Hans Meusel
- Amtsgerichtsrat Hans Miosga
- Amtsgerichtsrat Franz Ogiermann
- Landgerichtsrat Gerhard Pfeiffer
- Amtsgerichtsrat Hermann Plonner
- Amtsgerichtsrat Gregor Pütz
- Landgerichtsrat Heinz Roederer
- Amtsgerichtsrat Rossmann
- Oberlandesgerichtsrat Georg Rydzek
- Landgerichtsrat Martin Schmidt
- Landgerichtsdirektor Paul Seehafer
- Landgerichtsrat Alex Seiffert
- Amtsgerichtsrat Georg Stanke
- Landgerichtsrat Richard Baron Tiesenhausen
- Amtsgerichtsrat Hans Utz
- Amtsgerichtsrat Hansjürgen Voelkel
- Landgerichtsrat Martin Weidel
- Landgerichtsdirektor Leo Witton
- Amtsgerichtsrat Karl Wurzel
- Amtsgerichtsrat Edmund Zaar
- Landgerichtsdirektor Herbert Zirpel